# Třída Brandenburg (1890)
Třída Brandenburg byla lodní třída barbetových pancéřových lodí Kaiserliche Marine. Celkem byly postaveny čtyři jednotky této třídy, přijaté do služby v letech 1893–1894. Byly to první německé bitevní lodě schopné oceánské služby. Kurfürst Friedrich Wilhelm a Weissenburg byly roku 1910 prodány Osmanské říši, která je do služby zařadila jako Barbaros Hayreddin a Turgut Reis. Všechny čtyři jednotky byly ještě na počátku první světové války v aktivní službě (německý pár však pouze v rámci pobřežní ochrany a na jediný rok). Barbaros Hayreddin byl potopen roku 1915 britskou ponorkou HMS E 11.

## Stavba
Čtyři lodě této třídy byly prvními rádiem vybavenými loděmi německého námořnictva a prvními německými válečnými loděmi, které byly ve větším měřítku vybaveny pancéřováním z niklové oceli na pásu lodi o tloušťce až 400 mm. Také byly prvními zaoceánskými válečnými loděmi postavenými pro německou flotilu za téměř dvě desetiletí kvůli neochotě říšského sněmu financovat velké projekty.  Celkem byly postaveny čtyři jednotky této třídy. Do jejich stavby se zapojily loděnice Kaiserliche Werft Wilhelmshaven ve Wilhelmshavenu, AG Vulcan Stettin ve Štětíně a Germaniawerft v Kielu.
Jednotky třídy Brandenburg:
| Jméno                      | Loděnice                        | Založení kýlu   | Spuštěna          | Vstup do služby    | Status |
| -------------------------- | ------------------------------- | --------------- | ----------------- | ------------------ | --- |
| Kurfürst Friedrich Wilhelm | Kaiserliche Werft Wilhelmshaven | 24. března 1890 | 30. června 1891   | 29. dubna 1894     | Roku 1910 prodána Osmanské říši jako Barbaros Hayreddin. Dne 8. srpna 1915 v Dardanelách potopena britskou ponorkou E 11. |
| Brandenburg                | AG Vulcan Stettin               | 21. května 1890 | 21. září 1891     | 19. listopadu 1893 | Vyřazena 20. prosince 1915. Od roku 1916 plovoucí kasárna. Sešrotována v Gdaňsku roku 1920.                               |
| Weißenburg                 | AG Vulcan Stettin               | 23. května 1890 | 14. prosince 1891 | 14. září 1894      | Roku 1910 prodána Osmanské říši jako Turgut Reis. Rozebrána v roce 1956.                                                  |
| Wörth                      | Germaniawerft                   | 3. března 1890  | 6. srpna 1892     | 31. října 1893     | Od roku 1915 plovoucí kasárna. Sešrotována v Gdaňsku v roce 1919.                                                         |

## Konstrukce

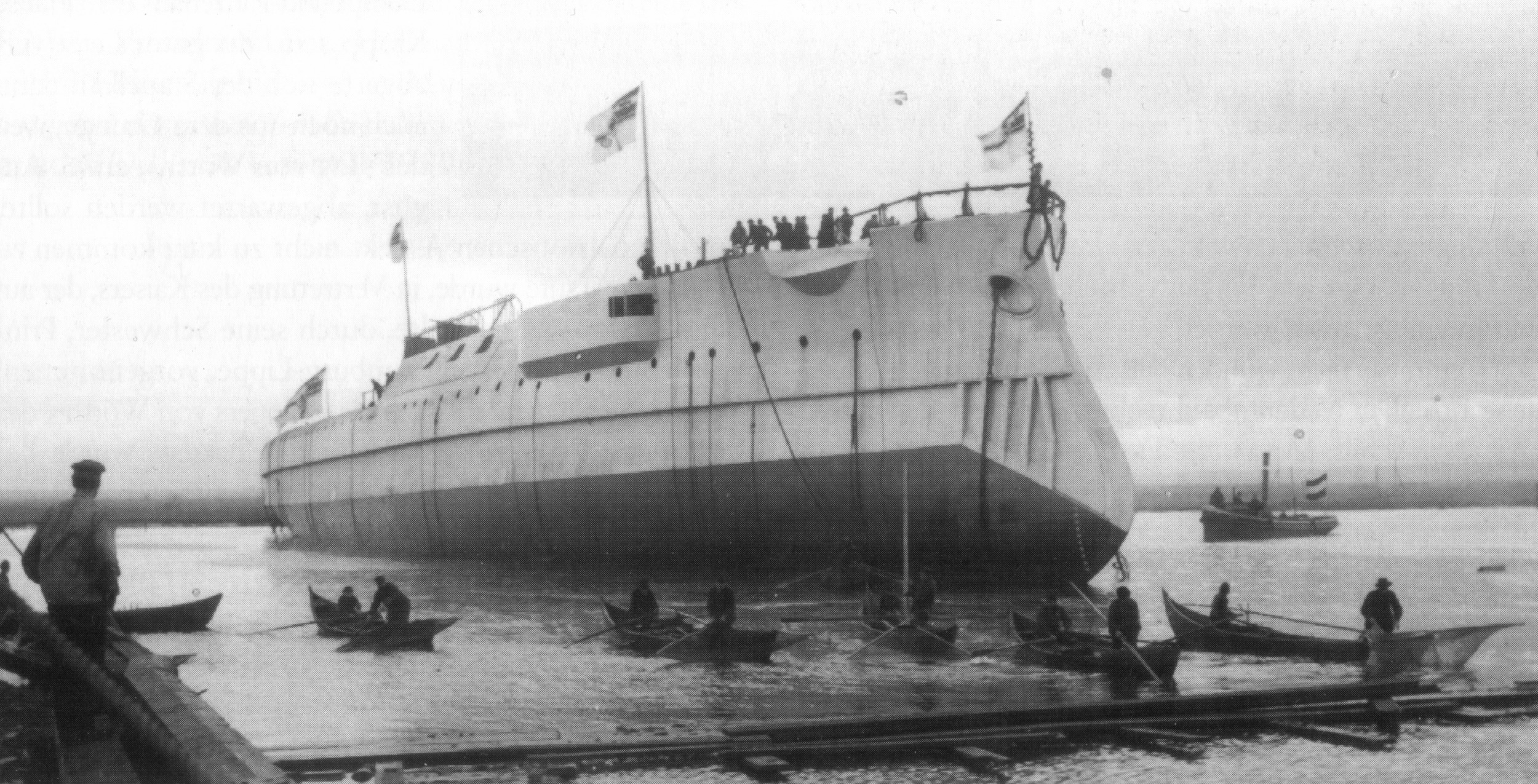
SMS Weißenburg během stavby

Hlavní výzbroj tvořilo šest 280mm děl ve dvouhlavňových věžích. Sekundární ráži zastupovalo pouze šest 105mm kanónů, které doplňovalo osm 88mm kanónů, dvanáct 7,92mm kulometů a šest 450mm torpédometů. Pohonný systém tvořilo dvanáct cylindrických kotlů a dva parní stroje s trojnásobnou expanzí o výkonu 10 000 hp, pohánějící dva lodní šrouby. Nejvyšší rychlost dosahovala 16,5 uzlu. Dosah byl 4300 námořních mil při rychlosti 10 uzlů.

## Služba

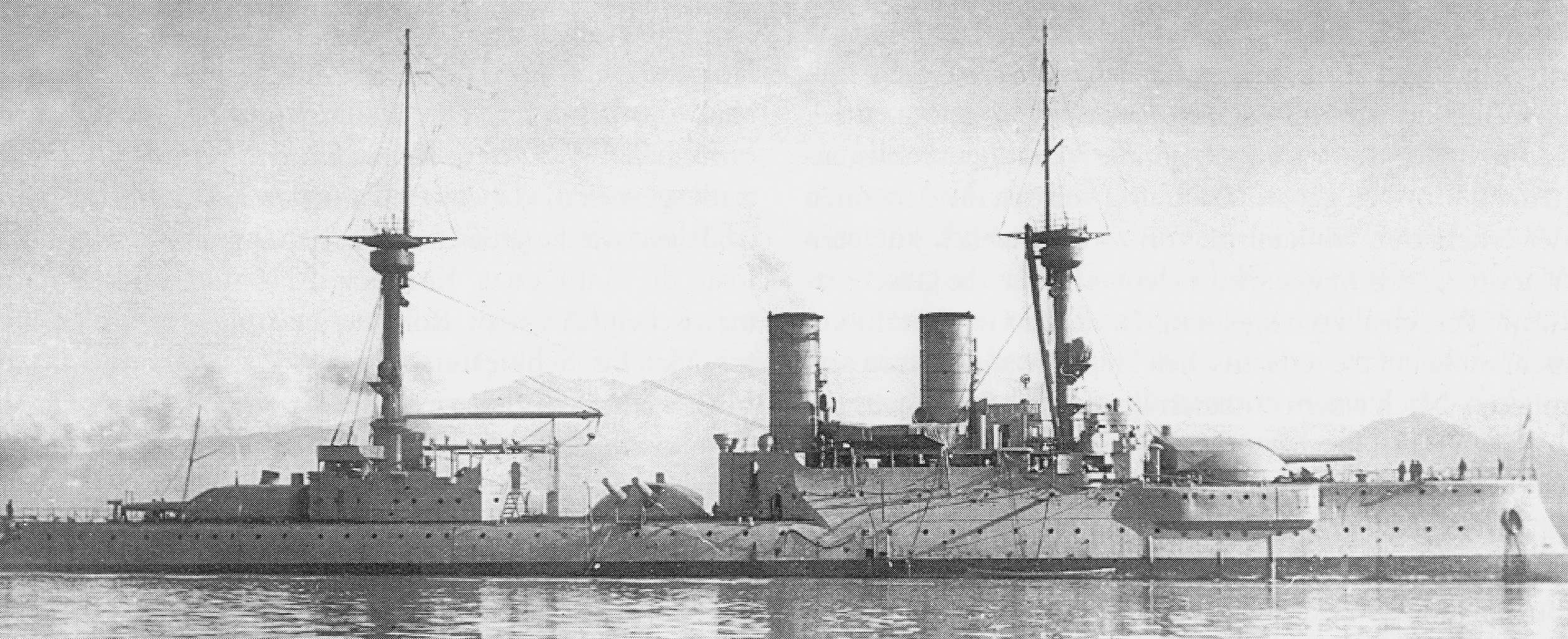
Turgut Reis v roce 1915

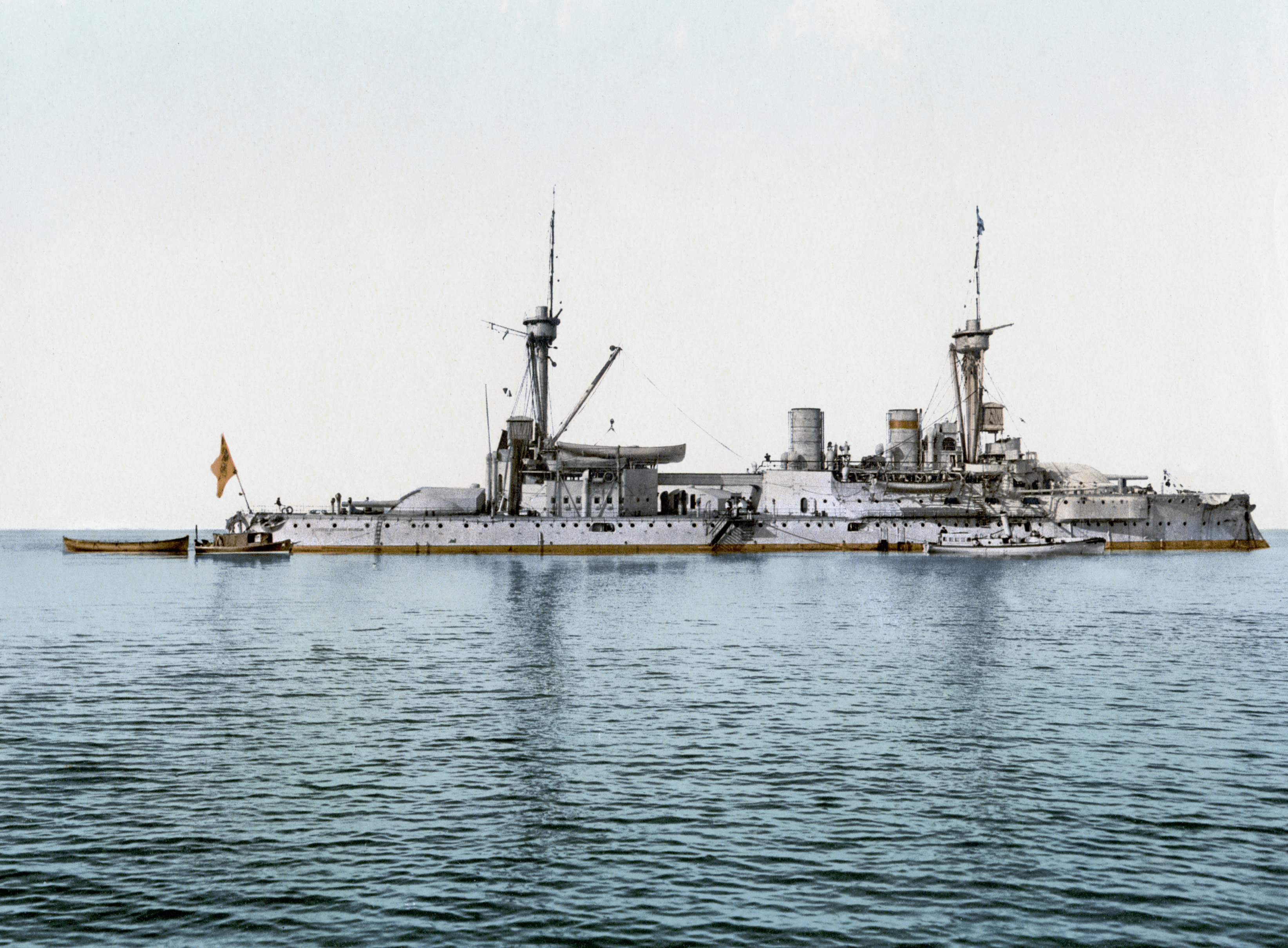
SMS Kurfürst Friedrich Wilhelm

Když lodě třídy vstoupily koncem roku 1893 do služby, podstoupily námořní zkoušky, které trvaly až do roku 1894. Testy lodě Kurfürst Friedrich Wilhelm odhalily problémy s pohonným strojním zařízením, které vyžadovalo zdlouhavé opravy po většinu roku 1894. Brandenburg utrpěl během zkoušek na moři 16. února 1894 explozi kotle, při níž bylo zabito 44 lidí: 25 členů posádky, 18 dělníků v loděnicích a jeden z komise, která hodnotila zkoušky. Nehodu způsobila výrobní vada ventilu na pravoboku. Tyto čtyři lodě byly mezi posledními německými plavidly, která podstoupila tovární zkoušky před formálním přijetím Kaiserliche Marine; po lodi SMS Wörth prošla většina německých válečných lodí zkouškami po uvedení do služby. 
Kurfürst Friedrich Wilhelm a Weissenburg byly roku 1910 prodány Osmanské říši, která je do služby zařadila jako Barbaros Hayreddin a Turgut Reis. Všechny čtyři lodi byly ještě na počátku první světové války v aktivní službě. Brandenburg a Wörth byly v té době součástí německého Širokomořského loďstva, konkrétně 5. eskadry viceadmirála Maxe von Grapowa. Už během roku 1915 ale byly obě lodi vyřazeny z první linie a do konce války sloužily jako plovoucí kasárna.
Barbaros Hayreddin a Turgut Reis kryly Bospor během útoku na Černomořské loďstvo dne 29. října 1914, který přispěl k zatažení Osmanské říše do války na straně Centrálních mocností. Obě osmanské lodi byly roku 1915 nasazeny při obraně dardanel proti invazi Dohody. Jedinou lodí ztracenou v akci byl Barbaros Hayreddin, potopený 8. srpna 1915 u Dardanel britskou ponorkou E 11. Turgut Reis dále pomohl vyprostit bitevní křižník SMS Goeben, který v lednu 1918 nadlouho uvázl na mělčině při svém výpadu do Egejského moře.
Brandenburg a Wörth byly nedlouho po skončení války sešrotovány. Nejdelší služba čekala Turgut Reis, který byl roku 1928 převeden k výcviku a teprve roku 1956 vyřazen.